# Rufipenne de forêt
Onychognathus fulgidus · Étourneau roupenne
Espèce
Statut de conservation UICN

 LC  : Préoccupation mineure
Le Rufipenne de forêt (Onychognathus fulgidus) est une espèce de passereaux de la famille des Sturnidae.

## Répartition
Cet oiseau est répandu a travers la forêt équatoriale africaine.

## Liste des sous-espèces
Selon la classification de référence du Congrès ornithologique international (14.1.2024) :
- Onychognathus fulgidus fulgidus Hartlaub, 1849 — ligne du Cameroun (Bioko et São Tomé (île))
- Onychognathus fulgidus hartlaubii Hartlaub, 1858 — de la Guinée à l'Ouganda
- Onychognathus fulgidus intermedius Hartert, 1895 — du Sud du Cameroun au nord-ouest de l'Ouganda

## Classification
Le nom valide complet (avec auteur) de ce taxon est Onychognathus fulgidus Hartlaub, 1849.
Ce taxon porte en français les noms vernaculaires ou normalisés suivants : Rufipenne de forêt, Étourneau roupenne,.